# Colombia en la clasificación de Conmebol para la Copa Mundial de Fútbol de 2022
La selección de fútbol de Colombia fue uno de los diez equipos nacionales que participaron en la clasificación de Conmebol para la Copa Mundial de Fútbol de 2022, en la que se definió a los representantes de Conmebol para la Copa Mundial de Fútbol de 2022 que se desarrolló en Catar.
La etapa preliminar —también denominada eliminatorias o clasificatorias — de la región de América del Sur habría debido comenzar el 26 de marzo de 2020, pero la pandemia de covid-19 aplazó todas las competiciones deportivas previstas en esas fechas. En todo caso estuvo prevista jugarse hasta marzo de 2022. El torneo en el que la selección de futbol de Colombia participó, definió a los equipos que representaron a la Confederación Sudamericana de Fútbol en la Copa Mundial de Fútbol. La Conmebol aprobó la elaboración de un nuevo fixture para este proceso por segunda vez, el cual se dio a conocer el 17 de diciembre de 2019 en la ciudad de Luque, Paraguay.
Colombia terminó en la sexta posición de la clasificación, quedando eliminada para la Copa Mundial de Fútbol.

## Sistema de juego
El sistema de juego de las eliminatorias consistió por séptima ocasión consecutiva, en enfrentamientos de ida y vuelta todos contra todos, en total 18 jornadas, en formato de «liga».
Por segunda vez, la Conmebol, sorteó el calendario de partidos que cambió a petición de las federaciones sudamericanas. 
El presidente de la Conmebol Alejandro Domínguez anunció que Sudamérica mantenía sus 4.5 cupos para la Copa Mundial de Fútbol, por lo tanto el formato se mantuvo de la siguiente manera: 
Los primeros cuatro puestos accedieron de manera directa a la Copa Mundial de Fútbol de 2022, y el quinto disputó una serie eliminatoria a dos partidos de ida y vuelta (repechaje o repesca) frente a la selección clasificada de otra confederación. En ese orden de ideas, si Colombia quería clasificar a la Copa Mundial de Fútbol, debía posicionarse entre estos cuatro primeros lugares, con la última opción de quedar en la quinta posición para jugar una repesca.

## Participante
Para esta edición, Colombia repitió sus partidos de local en el estadio Metropolitano Roberto Meléndez de la ciudad de Barranquilla, departamento de Atlántico, en el norte del país cafetero. Esta fue la sede por tercera vez consecutiva.
| Selección de fútbol de Colombia |                                                  |                                                                           |                                    |
| Ciudad                          | Estadio                                          | Entrenadores                                                              | Entrenadores                       |
| Barranquilla                    | Estadio Metropolitano Roberto Meléndez           | Carlos Queiroz Jornadas 1 a 4                                             | Reinaldo Rueda Desde la jornada 5. |
| Vista de Barranquilla           | Vista del Estadio Metropolitano Roberto Meléndez | Carlos Queiroz en un partido de clasificación para la 2018 FIFA World Cup |                                    |
| Federación Colombiana de Fútbol |                                                  |                                                                           |                                    |

## Previa y preparación
Previo a su participación para la clasificación de la copa mundial de Fútbol, Colombia enfrentó una nueva edición de la Copa América en Brasil, donde obtuvo el 5 puesto del torneo sin derrotas registradas, 3 victorias y 1 empate. Luego jugaría 6 amistosos durante el año 2019 con un resultado de 2 victorias, 3 empates contra equipos sudamericanos y una derrota ante el equipo magrebino de Argelia.
| Colombia                           | PJ | PO | PA | PG | PE | PP |
| ---------------------------------- | -- | -- | -- | -- | -- | -- |
| Partidos previos a la eliminatoria | 9  | 4  | 6  | 5  | 4  | 1  |

## Proceso de clasificación
Para el sorteo , se estableció que a cada selección se le asigna un número del 1 al 10. Otro aspecto, también definido con antelación, señala que los duelos correspondientes a la primera jornada serán los mismos que los de la última fecha (la 18.ª), invirtiéndose el orden de las localías. De esta manera, los partidos de la fecha 2 tendrán sus respectivas revanchas en la 10, la 3 en la 11, la 4 en la 12, la 5 en la 13, la 6 en la 14, la 7 en la 15, la 8 en la 16 y finalmente la 9 en la 17. En ese orden de ideas, Colombia quedaría sorteado como el equipo 2, por lo que comenzará y terminara las eliminatorias contra la selección de Venezuela. 

### Primera vuelta

#### 2020
Inicialmente el 26 de marzo de 2020 La selección debutaría ante Venezuela como local y en la segunda fecha visitaría a Chile en Santiago el 30 de marzo, pero la Pandemia de enfermedad por coronavirus de 2019-2020 aplazó todas las competiciones deportivas previstas en esas fechas.
El 9 de octubre de 2020 empezaron las eliminatorias para Colombia debutando con una goleada 3 por 0 sobre Venezuela con goles de Duván Zapata y doblete de Luis Muriel quién sería la figura del partido, comenzando el partido sufriría fractura del tobillo el defensa Santiago Arias.
El 13 de octubre de 2020, Colombia protagonizaría en Santiago, contra Chile, un emotivo 2 a 2. Colombia lo ganaba gracias al tanto de Jéfferson Lema, pero los dueños de casa lo dieron vuelta con goles de Arturo Vidal de penal y Alexis Sánchez.
Cuando parecía que la Roja se quedaría con los tres puntos, una aparición del inoxidable Radamel Falcao sentenció el resultado final.
El 13 de noviembre de 2020, Colombia protagonizaría una derrota como local ante Uruguay por 3 a 0, con anotaciones de Luis Suárez, Edinson Cavani y Darwin Núñez. La victoria Uruguaya es un suceso completamente histórico, pues la selección colombiana nunca había perdido por 3 goles en condición de local en Barranquilla. Los malos resultados continuarían el 17 de noviembre de 2020, en una histórica derrota contra Ecuador por 6 goles a 1, con dos anotaciones de Robert Arboleda y goles de Ángel Mena, Michael Estrada, Xavier Arreaga y Gonzalo Plata. James Rodríguez descontó de penal para Colombia.
Los pésimos resultados de las dos últimas fechas, condujeron al licenciamiento del entrenador de la Selección, el portugués Carlos Queiroz. A finales del 2020 fue remplazado por el colombiano Reinaldo Rueda.

#### 2021
En marzo de 2021, debía continuar las eliminatorias. Sin embargo, La Conmebol decidió aplazar las jornadas (5 y 6) programadas en marzo para el mes de junio. En junio volvieron las eliminatorias pero con las otras jornadas (7 y 8). La jornada 7, se jugó ante Perú, en la capital de Lima, (lugar donde había conseguido su última clasificación al Mundial 2018), y la alegría volvió a los cafeteros, al ganar 3-0. Los autores fueron Yerry Mina (40'), Mateus Uribe (49') y Luis Díaz (50'). Como en 2004, Rueda comenzaba en la quinta fecha con victoria ante la "blanquirroja" en su Estadio. 
En la fecha 8, Colombia recibió de local a la Argentina. En los primeros 10 minutos, perdía el juego. La "Albiceleste" ganaba con Cristian Romero y Leandro Paredes, al tercer y octavo minuto respectivamente. Pero, en la segunda parte, Colombia empataría el partido. Luis Muriel (50'), anotó el descuento vía penal, y en el último minuto del partido, empataría Colombia con un gol de Miguel Borja (90'+4).
Por primera vez en la historia de las eliminatorias se celebraría un triple fecha de encuentros en solamente una semana. En la fecha 9, Colombia empataría como visitante ante Bolivia. Roger Martínez se convirtió en figura al anotar el tanto para el equipo cafetero a los 69 minutos del partido, pero Fernando Saucedo descontó cuando faltaban solo 8 minutos para el cierre.
Luego se enfrentarían a Paraguay, donde empezaron perdiendo con un gol de Antonio Sanabria al minuto 40, sin embargo, gracias a un penal, Juan Guillermo Cuadrado consiguió empatar al minuto 53

### Segunda vuelta

#### 2021
El 10 de septiembre, Colombia se enfrentó a Chile iniciando la segunda vuelta, donde tras un gol anulado a Juan Quintero, Miguel Borja marcaría de penal al minuto 19, y 1 minuto después marcaría el segundo gol del partido. Ya en la segunda parte Jean Meneses descontaría para Chile, sin embargo, al minuto 74, Luis Diaz marcaría el 3-1 definitivo, que cortaba con una racha de 25 años sin ganarle a Chile de local. 
El 7 de octubre, Colombia se enfrentó a Uruguay con un empate sin goles, resultado que repetiría en la triple fecha de octubre contra Brasil y Ecuador, dejando a la selección en la 4° posición con 16 unidades y una racha de 3 partidos sin anotar goles.
El 11 de noviembre, Colombia visitó por la fecha 13 a Brasil en la ciudad de São Paulo con derrota 1 a 0 con gol de Lucas Paquetá que clasificaría a la selección brasileña al mundial. 
Finalmente, el equipo cafetero cerró el año 2021 por la fecha 14 recibiendo como local en Barranquilla a Paraguay. El resultado terminó en un empate a cero goles , sumando una racha de 450 minutos sin anotar un solo gol. Colombia cerraría el año en la cuarta posición con 17 puntos y una diferencia de menos un gol.

#### 2022
La Eliminatoria Sudamericana continuó el 28 de enero de 2022, con la fecha 15 donde la Tricolor recibió en Barranquilla a Perú, perdiendo 1 a 0 con gol de Edison Flores, resultado histórico, ya que el equipo inca no había podido ganarle a Colombia de visitante desde 2001. Por su parte, Colombia terminaría comprometiendo su clasificación. Colombia, acumularía un récord de 556 minutos sin anotar gol en la eliminatoria.
El 1 de febrero por la fecha 16 visitó a Argentina en Córdoba, perdió 1-0 en su visita a Argentina con gol de Lautaro Martínez y completó siete partidos sin marcar gol.
Sin opciones de clasificarse de manera directa, en marzo del 2022 finalizó las Eliminatorias con las dos últimas fechas. En la Fecha 17, Colombia ganó de local en Barranquilla recibiendo a Bolivia, con anotaciones de Luis Díaz, Miguel Borja y Mateus Uribe. Colombia finalizó su participación ganando a Venezuela de visitante por la Fecha 18 con gol de James Rodríguez. Así terminaría en la sexta posición con 23 puntos obtenidos, impidiendo una tercera clasificación consecutiva a la copa del mundo. Para la selección cafetera esta fue una de las campañas más mediocres junto a la Clasificación de 2010 desde que existe el formato de todos contra todos.

## Tabla de posiciones
| Pos. | Selección | Pts. | PJ | G  | E | P  | GF | GC | Dif. |
| ---- | --------- | ---- | -- | -- | - | -- | -- | -- | ---- |
| 1.   | Brasil    | 45   | 17 | 14 | 3 | 0  | 40 | 5  | 35   |
| 2.   | Argentina | 39   | 17 | 11 | 6 | 0  | 27 | 8  | 19   |
| 3.   | Uruguay   | 28   | 18 | 8  | 4 | 6  | 22 | 22 | 0    |
| 4.   | Ecuador   | 26   | 18 | 7  | 5 | 6  | 27 | 19 | 8    |
| 5.   | Perú      | 24   | 18 | 7  | 3 | 8  | 19 | 22 | −3   |
| 6.   | Colombia  | 23   | 18 | 5  | 8 | 5  | 20 | 19 | 1    |
| 7.   | Chile     | 19   | 18 | 5  | 4 | 9  | 19 | 26 | −7   |
| 8.   | Paraguay  | 16   | 18 | 3  | 7 | 8  | 12 | 26 | −14  |
| 9.   | Bolivia   | 15   | 18 | 4  | 3 | 11 | 23 | 42 | −19  |
| 10.  | Venezuela | 10   | 18 | 3  | 1 | 14 | 14 | 34 | −20  |

### Evolución de posiciones
| Fecha               | 1   | 2   | 3   | 4   | 5   | 6   | 7   | 8   | 9   | 10  | 11  | 12  | 13  | 14  | 15  | 16  | 17  | 18  |
| ------------------- | --- | --- | --- | --- | --- | --- | --- | --- | --- | --- | --- | --- | --- | --- | --- | --- | --- | --- |
| Bandera de Colombia | 2.° | 3.° | 7.° | 7.° | 6.° | 5.° | 5.° | 5.° | 5.° | 5.° | 5.° | 4.° | 5.° | 4.° | 6.° | 7.° | 6.° | 6.° |

### Puntos obtenidos contra cada Selección durante las eliminatorias
| VS        | Bandera de Argentina | Bandera de Bolivia | Bandera de Brasil | Bandera de Chile | Bandera de Ecuador | Bandera de Paraguay | Bandera de Perú | Bandera de Uruguay | Bandera de Venezuela | Total | Pos |
| --------- | -------------------- | ------------------ | ----------------- | ---------------- | ------------------ | ------------------- | --------------- | ------------------ | -------------------- | ----- | --- |
| Local     | 1                    | 3                  | 1                 | 3                | 1                  | 1                   | 0               | 0                  | 3                    | 13    | 6.º |
| Visitante | 0                    | 1                  | 0                 | 1                | 0                  | 1                   | 3               | 1                  | 3                    | 10    | 7.º |
| Total     | 1                    | 4                  | 1                 | 4                | 1                  | 2                   | 3               | 1                  | 6                    | 23    | 6.º |

## Partidos

### Primera vuelta
| Jornada   | Fecha                   | Estadio                        | Racha | Local    |                     | Resultado |                      | Visitante |
| --------- | ----------------------- | ------------------------------ | ----- | -------- | ------------------- | --------- | -------------------- | --------- |
| Jornada 1 | 9 de octubre de 2020    | Metropolitano, Barranquilla    | Sí    | Colombia | Bandera de Colombia | 3-0       | Bandera de Venezuela | Venezuela |
| Jornada 2 | 13 de octubre de 2020   | Nacional, Santiago             |       | Chile    | Bandera de Chile    | 2-2       | Bandera de Colombia  | Colombia  |
| Jornada 3 | 13 de noviembre de 2020 | Metropolitano, Barranquilla    | No    | Colombia | Bandera de Colombia | 0-3       | Bandera de Uruguay   | Uruguay   |
| Jornada 4 | 17 de noviembre de 2020 | Rodrigo Paz Delgado, Quito     | No    | Ecuador  | Bandera de Ecuador  | 6-1       | Bandera de Colombia  | Colombia  |
| Jornada 5 | 3 de junio de 2021      | Nacional, Lima                 | Sí    | Perú     | Bandera de Perú     | 0-3       | Bandera de Colombia  | Colombia  |
| Jornada 6 | 8 de junio de 2021      | Metropolitano, Barranquilla    |       | Colombia | Bandera de Colombia | 2-2       | Bandera de Argentina | Argentina |
| Jornada 7 | 2 de septiembre de 2021 | Hernando Siles, La Paz         |       | Bolivia  | Bandera de Bolivia  | 1-1       | Bandera de Colombia  | Colombia  |
| Jornada 8 | 5 de septiembre de 2021 | Defensores del Chaco, Asunción |       | Paraguay | Bandera de Paraguay | 1-1       | Bandera de Colombia  | Colombia  |
| Jornada 9 | 10 de octubre de 2021   | Metropolitano, Barranquilla    |       | Colombia | Bandera de Colombia | 0-0       | Bandera de Brasil    | Brasil    |

### Segunda vuelta
| Jornada    | Fecha                   | Estadio                         | Racha | Local     |                      | Resultado |                     | Visitante |
| ---------- | ----------------------- | ------------------------------- | ----- | --------- | -------------------- | --------- | ------------------- | --------- |
| Jornada 10 | 9 de septiembre de 2021 | Metropolitano, Barranquilla     | Sí    | Colombia  | Bandera de Colombia  | 3-1       | Bandera de Chile    | Chile     |
| Jornada 11 | 7 de octubre de 2021    | Gran Parque Central, Montevideo |       | Uruguay   | Bandera de Uruguay   | 0-0       | Bandera de Colombia | Colombia  |
| Jornada 12 | 14 de octubre de 2021   | Metropolitano, Barranquilla     |       | Colombia  | Bandera de Colombia  | 0-0       | Bandera de Ecuador  | Ecuador   |
| Jornada 13 | 11 de noviembre de 2021 | Neo Química Arena, São Paulo    | No    | Brasil    | Bandera de Brasil    | 1-0       | Bandera de Colombia | Colombia  |
| Jornada 14 | 16 de noviembre de 2021 | Metropolitano, Barranquilla     |       | Colombia  | Bandera de Colombia  | 0-0       | Bandera de Paraguay | Paraguay  |
| Jornada 15 | 28 de enero de 2022     | Metropolitano, Barranquilla     | No    | Colombia  | Bandera de Colombia  | 0-1       | Bandera de Perú     | Perú      |
| Jornada 16 | 1 de febrero de 2022    | Mario Alberto Kempes, Córdoba   | No    | Argentina | Bandera de Argentina | 1-0       | Bandera de Colombia | Colombia  |
| Jornada 17 | 24 de marzo de 2022     | Metropolitano, Barranquilla     | Sí    | Colombia  | Bandera de Colombia  | 3-0       | Bandera de Bolivia  | Bolivia   |
| Jornada 18 | 29 de marzo de 2022     | Cachamay, Puerto Ordaz          | Sí    | Venezuela | Bandera de Venezuela | 0-1       | Bandera de Colombia | Colombia  |

## Estadísticas

### Goleadores
En este apartado se encuentran, en detalle, los jugadores que han marcado goles con la camiseta de la selección de Colombia, durante las eliminatorias:
| Jugador                                   | Equipo (s)                                                | Goles anotados | PJ | Minutos jugados | Tarjetas Amarillas | Doble tarjeta amarilla y tarjeta roja | Tarjetas roja directa |
| ----------------------------------------- | --------------------------------------------------------- | -------------- | -- | --------------- | ------------------ | ------------------------------------- | --------------------- |
| Miguel Borja                              | Grêmio                                                    | 3              | 5  | 193'            | 1                  | 0                                     | 0                     |
| Luis Muriel                               | Atalanta                                                  | 3              | 6  | 351'            | 0                  | 0                                     | 0                     |
| Luis Díaz                                 | FC Porto (2020 - 2021) Liverpool Football Club (2022)     | 2              | 9  | 552'            | 1                  | 0                                     | 0                     |
| Falcao García                             | Galatasaray (2020) Rayo Vallecano (2021)                  | 1              | 7  | 218'            | 0                  | 0                                     | 0                     |
| Roger Martínez                            | América                                                   | 1              | 5  | 222'            | 0                  | 0                                     | 0                     |
| James Rodríguez                           | Everton (2020 - 2021) Al-Rayyan Sports Club (2021 - 2022) | 1              | 4  | 360'            | 0                  | 0                                     | 0                     |
| Jefferson Lerma                           | Bournemouth                                               | 1              | 7  | 450'            | 2                  | 0                                     | 0                     |
| Duván Zapata                              | Atalanta                                                  | 1              | 8  | 510'            | 1                  | 0                                     | 0                     |
| Yerry Mina                                | Everton                                                   | 1              | 6  | 540'            | 2                  | 1                                     | 0                     |
| Mateus Uribe                              | FC Porto                                                  | 1              | 9  | 580'            | 0                  | 0                                     | 0                     |
| Juan Cuadrado                             | Juventus                                                  | 1              | 10 | 859'            | 1                  | 0                                     | 0                     |
| Última actualización: 19 de abril de 2022 |                                                           |                |    |                 |                    |                                       |                       |

Nota: En caso de que dos o más jugadores tengan la misma cantidad de goles, se posicionará primero quien tenga menos penaltis convertidos, luego se posicionará primero quien tenga menos minutos jugados;de igualar tanto en goles como en minutos jugados, se los ordenará alfabéticamente.<
- Fuente: es.soccerway.com.[4]

### Asistencias
En este apartado se encuentran, en detalle, los jugadores que han hecho asistencias con la camiseta de la selección de Colombia, durante las eliminatorias:
| Jugador                                     | Equipo (s)          | Asistencias | PJ | Minutos jugados |
| ------------------------------------------- | ------------------- | ----------- | -- | --------------- |
| Stefan Medina                               | Monterrey           | 2           | 7  | 630'            |
| Juan Cuadrado                               | Juventus            | 2           | 10 | 859'            |
| Camilo Vargas                               | Atlas               | 1           | 3  | 180'            |
| Roger Martínez                              | América             | 1           | 5  | 222'            |
| Rafael Borré                                | Eintracht Frankfurt | 1           | 5  | 244'            |
| Johan Mojica                                | Elche               | 1           | 6  | 360'            |
| Última actualización: 10 de octubre de 2021 |                     |             |    |                 |

## Uniforme
Para las eliminatorias al mundial Qatar 2022 los uniformes de Colombia son confeccionados por la multinacional alemana Adidas. 
| Proveedor                | Proveedor |
| Ubicación                | Marca     |
| ------------------------ | --------- |
| Pecho, pantalón y medias | Adidas    |

#### Uniformes
| Uniforme                                                     | Jugadores de campo      | Jugadores de campo  | Jugadores de campo      | Entrenamiento | Entrenamiento |
| Uniforme                                                     | Titular 1               | Titular 2           | Alternativo             | Primero       | Segundo       |
| ------------------------------------------------------------ | ----------------------- | ------------------- | ----------------------- | ------------- | ------------- |
| Imagen                                                       |                         |                     |                         |               |               |
| Partidos utilizado                                           | 2                       | 10                  | 2                       | -             | -             |
| Primer partido                                               | 9 de octubre de 2020    | 3 de junio de 2021  | 13 de octubre de 2020   | -             | -             |
| Último partido                                               | 13 de noviembre de 2020 | 24 de marzo de 2022 | 11 de noviembre de 2021 | -             | -             |
| Actualizado al último partido jugado el: 29 de marzo de 2022 |                         |                     |                         |               |               |

#### Uniformes de arquero
| Uniforme                                                     | Arquero                 | Arquero               | Arquero                 | Arquero              | Arquero             |
| Uniforme                                                     | Primero                 | Segundo               | Tercero                 | Cuarto               | Quinto              |
| ------------------------------------------------------------ | ----------------------- | --------------------- | ----------------------- | -------------------- | ------------------- |
| Imagen                                                       |                         |                       |                         |                      |                     |
| Partidos utilizado                                           | 5                       | 1                     | 8                       | 2                    | 1                   |
| Primer partido                                               | 9 de octubre de 2020    | 13 de octubre de 2020 | 17 de noviembre de 2020 | 22 de enero de 2022  | 24 de marzo de 2022 |
| Último partido                                               | 11 de noviembre de 2021 | 13 de octubre de 2020 | 16 de noviembre de 2021 | 1 de febrero de 2022 | 24 de marzo de 2022 |
| Actualizado al ultimo partido jugado el: 29 de marzo de 2022 |                         |                       |                         |                      |                     |

#### Variantes de uniforme
| Uniforme                                                     | Local                   | Local               | Visitante               |
| Uniforme                                                     | Variante 1              | Variante 2          | Variante 1              |
| ------------------------------------------------------------ | ----------------------- | ------------------- | ----------------------- |
| Imagen                                                       |                         |                     |                         |
| Partidos utilizado                                           | 1                       | 1                   | 1                       |
| Primer partido                                               | 5 de septiembre de 2021 | 29 de marzo de 2022 | 17 de noviembre de 2020 |
| Último partido                                               | 5 de septiembre de 2021 | 29 de marzo de 2022 | 17 de noviembre de 2020 |
| Actualizado al ultimo partido jugado el: 29 de marzo de 2022 |                         |                     |                         |

#### Variantes de uniforme de arquero
| Uniforme                                                     | Arquero             |
| Uniforme                                                     | Variante 1          |
| ------------------------------------------------------------ | ------------------- |
| Imagen                                                       |                     |
| Partidos utilizado                                           | 1                   |
| Primer partido                                               | 29 de marzo de 2022 |
| Último partido                                               | 29 de marzo de 2022 |
| Actualizado al ultimo partido jugado el: 29 de marzo de 2022 |                     |